# The !!!! Beat
The !!!! Beat là một chương trình truyền hình của Mỹ được phát sóng tổng cộng 26 tập vào năm 1966. Chương trình được được tổ chức bởi DJ Bill "Hoss" Allen sống tại Nashville, Tennessee, và có sự góp mặt của ban nhạc gia đình do Clarence "Gatemouth" Brown dẫn đầu. Chương trình được ghi bằng màu tại WFAA, chi nhánh của ABC ở Dallas, nơi có các cơ sở màu, và các tập được ghi và cung cấp thông tin của chương trình. Vào thời điểm đó, không có đài truyền hình nào ở Nashville có khả năng ghi hình màu.
Khách mời bao gồm: Otis Redding, Little Milton, Esther Phillips, Joe Tex, Etta James, Lattimore Brown, Roscoe Shelton, Carla Thomas, Freddie King, Barbara Lynn, Johnny Taylor, The Radiants, Louis Jordan, The Mighty Hannibal, Clarence 'Frogman' Henry, Robert Parker, Joe Simon, Mitty Collier, Jamo Thomas, Z. Z. Hill, Lou Rawls, Bobby Hebb, Willie Mitchell, Don Bryant, The Ovations, The Bar-Kays, Percy Sledge, Garnet Mimms, và cả Sam & Dave. Một số nghệ sĩ cũng nhận được sự đánh giá tốt vào những năm 1970.

## Phát hành DVD
Năm 2005, Bear Family Records đã phát hành tất cả 26 tập của chương trình (trên sáu đĩa) dưới dạng đĩa DVD tại Hoa Kỳ.